# Adrian Conan Doyle
Adrian Malcolm Conan Doyle (Crwoborough, 19. studenog 1910. – Ženeva, 3. lipnja 1970.) je bio najmlađi sin A. C. Doylea i njegov literarni nasljednik. Adrian je opisan kao trkač, igrač, istraživač i pisac. Rođen je u mestu Crwoborough (Engleska), a umro je u Ženevi (Švicarska). 
Ili sam ili pod koaurostvom s piscem Johnom Carrom nastavio je pisati o Sherlocku Holmesu. Motiv mu je bio da dovrši očeve priče, one koje on nikad nije napisao. Priče su napisane 1952. i 1952., a izdane su tek kasnije. Godine 1954. izlazi zbirka priča Pothvati Sherlocka Holmesa. I drugi autori su pisali o Sherlocku holmesu na temelju drugih priča. 

## Djela

### Sherlock Holmes
- Adrian Doyle i John Carr
  - "Avantura sedam satova"  (od: "Skandal u Češkoj")
  - "The Adventure of the Gold Hunter"  ( od: "Pet narančinih sjemenki")
  - "The Adventure of the Wax Gamblers"   (od: "Skandal u Češkoj")
  - "The Adventure of the Highgate Miracle"  (od: "The Problem of Thor Bridge")
  - "The Adventure of the Black Baronet"  (od: Baskervillski pas)
  - "Avantura zatvorene sobe"  (od: "Majstorov palac")
- Adrian Doyle
  - "The Adventure of the Foulkes Rath"  (od: "The Adventure of the Golden Pince-Nez")
  - "The Adventure of the Abbas Ruby"  (od: Baskervillski pas)
  - "The Adventure of the Dark Angels" (od: "The Adventure of the Priory School")
  - "Dvije žene"  (od: Baskervillski pas)
  - "Deptfordski horor"  (od: "The Adventure of Black Peter")
  - "Crvena udovica"  (od: "Skandal u češkoj")

### Ne Sherlock Holmes
- Lone Dhow
- The Lover of the Coral Glades
- Heaven has Claws